# ATESTO
ATESTO, förkortning för Automatic Telegraph Equipment for Stockholm Telegraph Office, var ett datorsystem för förmedling av telegramtrafik som användes av Televerket och SMHI mellan 1974 och 1991. Systemet tog emot inkommande telegram, analyserade och prioriterade dem och sände sedan vidare dem till rätt destination.

## Bakgrund
I mitten av 1960-talet drogs telegrafverksamheten med stora förluster och rationaliseringar var nödvändiga. De inländska telegrammen avvecklades sedan 1950-talet över telex direkt mellan de 110 telegrafanstalterna 
, medan den utländska trafiken förmedlades via Stockholm, Göteborg och Malmö på fasta förbindelser, radio och Gentex.  Detta medförde att en stor del av den utländska trafiken måste omtelegraferas vid utlandsstationerna, ett dyrt och personalkrävande arbete.
1966 började Televerket utreda vad som skulle kunna göras för att effektivisera tjänsten. Man hade i princip att välja mellan att införa Gentex för hela landet, vilket skulle innebära att alla telegrafanstalterna skulle förmedla internationell trafik, eller att införa något slags förmedlingsutrustning i Stockholm och centralisera all trafik dit. Gentex över hela landet bedömdes vara orealistiskt, bland annat eftersom det skulle kräva betydligt fler telexförbindelser än vad som fanns tillgängligt, så valet föll på en centralisering. Genom att välja en lösning för generell meddelandeförmedling skulle man också kunna sälja denna tjänst till externa kunder. Att införa ett så komplext system bedömdes vara ett dyrt företag, och tidigt togs därför kontakter med SMHI, som vid denna tid hade en manuell hantering av en omfattande och ökande trafik med vädertelegram. SMHI kom så småningom att finansiera 40% av ATESTO-anläggningen .

## Hårdvara

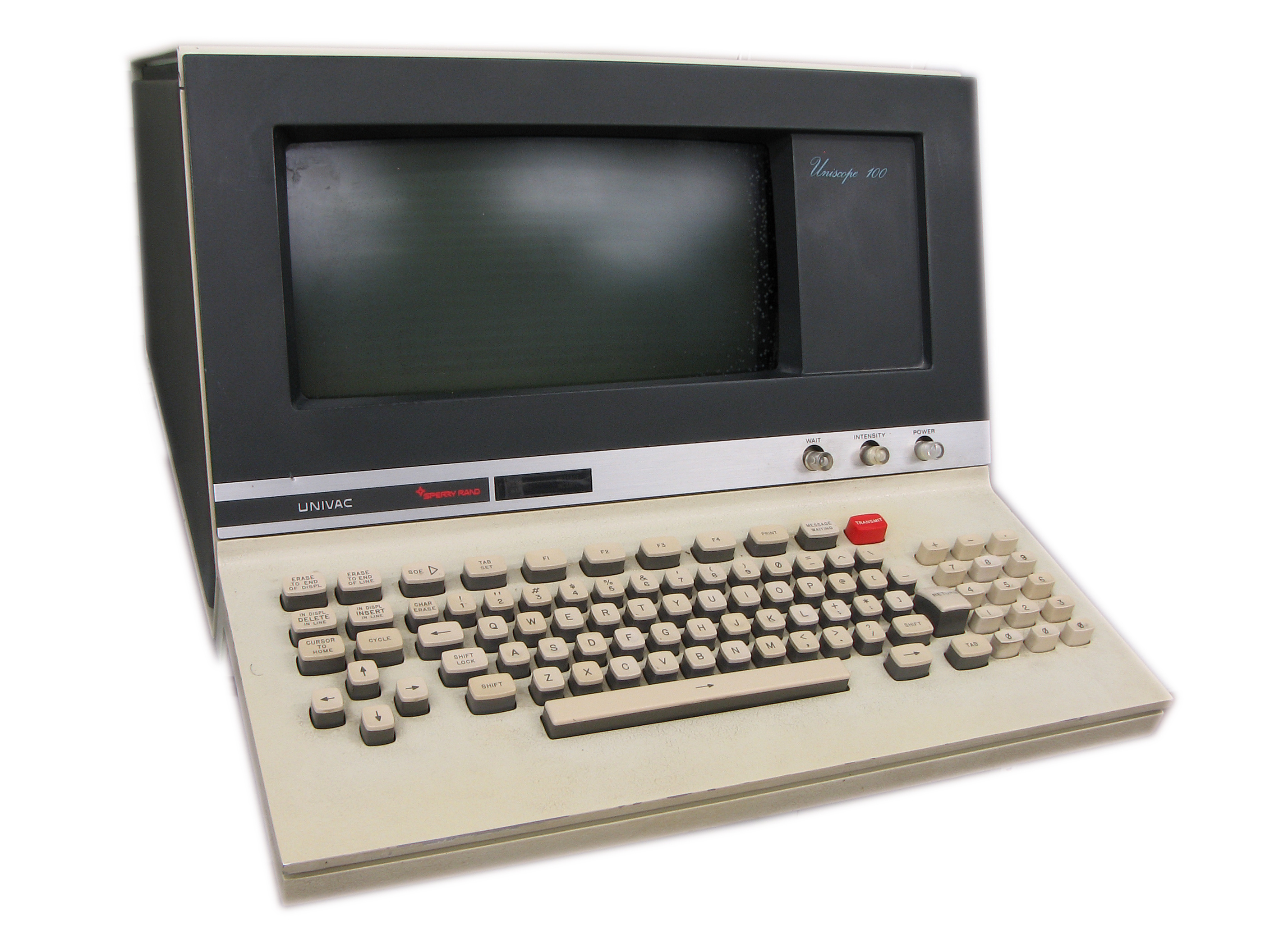
Bildskärmsterminalen Uniscope 100 användes för redigering av telegram och dirigering av trafiken.

Anläggningen var placerad i Stockholms telegrafstation. Det ursprungliga systemet levererades från Sperry Univac och bestod av två parallella systemkedjor, så att om en dator slutade fungera skulle den andra automatiskt ta över. Datorerna var två UNIVAC 418-111 som arbetade med 18-bitars ord och ett kärnminne om 96K. Dessutom innehöll varje systemkedja:
- Två trumminnen, FH432, på 1½ miljoner tecken vardera. De innehöll programvara, meddelanden under arbete och systemtabeller.
- Fyra skivminnen, 8414, på 30 miljoner tecken vardera. De användes för lagring av telegram och registrerade telegramadresser.
- Två bandminnen, Uniservo VI C, som användes för backup och arkivering.
- Nio kommunikationsväxlar, CTMC, vardera med 32 in- och 32 utgångar. Dessa hanterade de olika förbindelserna som var anslutna till ATESTO.

Dessutom fanns gemensamt för hela ATESTO-anläggningen ett tjugotal bildskärmsterminaler, Uniscope 100, som användes för redigering av telegram och dirigering av trafiken .
Omkring 1984 uppgraderades och moderniserades utrustningen .

## Förbindelser
När systemet togs i drift fanns för telegramapplikationen omkring 90 fasta telegrafförbindelser till telegrafstationer i Sverige, 13 tråd- och 8 radioförbindelser till utländska telegrafstationer samt 29 telexförbindelser mot det internationella gentexnätet och 78 inländska telexförbindelser för trafik med telegrafstationer och vanliga telexabonnenter inom landet. Sammantaget arbetade systemet mot omkring 300 fjärrskrivmaskiner på ett hundratal svenska telegrafstationer och mot närmare 1000 fjärrskrivmaskiner på cirka 500 utländska telegrafstationer.
För SMHI:s applikation anslöts ATESTO till SMTN (Svenska Meteorologiska Teleprinternätet) för trafik med svenska stationer över 60 fasta förbindelser samt ett antal telexledningar, vidare till GTS (Global Telecommunication System, WMO:s telenät) via höghastighetsförbindelser till Offenbach am Main och Moskva, till MOTNE (Meteorological Operational Teleprinter Network in Europe) för kommunikation med europeiska flygplatser, samt slutligen till AFTN (Aeronautical Fixed Teleprinter Network) med tre förbindelser till Arlanda flygplats 

## Funktion
Telegramapplikationen fungerade i korthet så här:
- Ett telegram kom in på någon av de inkommande förbindelser och lagrades temporärt på trumminnet.
- Telegrammet analyserades med avseende på korrekt format, prioritet och destination. Registrerade telegramadresser översattes, adresstationer och telexnamn kontrollerades.
- Om fel hittades i formatet matades telegrammet antingen ut på bildskärm för korrigering och komplettering av en telegrafexpeditör eller så sändes det åter till avsändarstationen.
- Korrekta telegram sorterades därefter in i en utkö beroende på vilken förbindelse som skulle användas (fasta trådförbindelser, radio, telex, gentex eller direkt till en telexabonnent) och vilken prioritet telegrammet hade.
- I tur och ordning sändes telegrammen ut från de olika köerna.
- Det färdigbehandlade telegrammet korttidslagrades på skivminnen för eventuella förfrågningar [2].

## Utveckling
Med tiden kom andra typer av telegramförmedling in i ATESTO, t.ex. för TT, SAP, Uddeholm, KF, FLT och A-Pressen . Genom åren var SMHI till antalet telegram största brukaren - 1984 förmedlades 70 000 vädertelegram per dygn jämfört med 1 400 vanliga telegram .
1981 infördes BIT, Bildskärmsterminal i telegraftjänsten, som försystem till ATESTO. Tidigare hade telegrammen skickats in via telex till ATESTO, men nu kunde telegrafexpeditören skriva in telegrammet direkt i systemet och göra nödvändig redigering. I detta system färdigställdes även telegram som från abonnenten avlämnats via telex  .
1991 avvecklades slutligen ATESTO och ersattes av systemet Meritel .